# Ogcodes boharti
Ogcodes boharti är en tvåvingeart som beskrevs av Evert I. Schlinger 1960. Ogcodes boharti ingår i släktet Ogcodes och familjen kulflugor.
Artens utbredningsområde är Arizona. Inga underarter finns listade i Catalogue of Life.